# Кенвуд (Каліфорнія)
Кенвуд (англ. Kenwood) — переписна місцевість (CDP) в США, в окрузі Сонома штату Каліфорнія. Населення — 852 особи (2020).

## Географія
Кенвуд розташований за координатами 38°24′55″ пн. ш. 122°32′19″ зх. д. / 38.41528° пн. ш. 122.53861° зх. д. (38.415404, -122.538734).  За даними Бюро перепису населення США в 2010 році переписна місцевість мала площу 13,37 км², уся площа — суходіл.

### Клімат
| Клімат : Кенвуд       | Клімат : Кенвуд | Клімат : Кенвуд | Клімат : Кенвуд | Клімат : Кенвуд | Клімат : Кенвуд | Клімат : Кенвуд | Клімат : Кенвуд | Клімат : Кенвуд | Клімат : Кенвуд | Клімат : Кенвуд | Клімат : Кенвуд | Клімат : Кенвуд | Клімат : Кенвуд |
| Показник              | Січ.            | Лют.            | Бер.            | Квіт.           | Трав.           | Черв.           | Лип.            | Серп.           | Вер.            | Жовт.           | Лист.           | Груд.           | Рік             |
| Середній максимум, °C | 13,3            | 16,1            | 18,3            | 21,7            | 25,6            | 29,4            | 32,2            | 31,7            | 29,4            | 25,0            | 18,9            | 13,9            | 23,3            |
| Середній мінімум, °C  | 2,2             | 4,4             | 4,4             | 6,1             | 8,3             | 10,0            | 11,1            | 10,6            | 9,4             | 7,2             | 4,4             | 2,8             | 6,7             |
| Норма опадів, мм      | 193             | 165             | 109             | 53              | 20              | 5               | 0               | 3               | 8               | 43              | 99              | 175             | 879             |
| --------------------- | --------------- | --------------- | --------------- | --------------- | --------------- | --------------- | --------------- | --------------- | --------------- | --------------- | --------------- | --------------- | --------------- |
| Джерело: Weatherbase  |                 |                 |                 |                 |                 |                 |                 |                 |                 |                 |                 |                 |                 |

## Демографія
Згідно з переписом 2010 року, у переписній місцевості мешкало 1028 осіб у 467 домогосподарствах у складі 286 родин. Густота населення становила 77 осіб/км².  Було 552 помешкання (41/км²).
Расовий склад населення:
| - 90,5 % — білих - 2,2 % — азіатів - 0,2 % — вихідців з тихоокеанських островів - 0,1 % — корінних американців - 0,1 % — чорних або афроамериканців - 4,4 % — осіб інших рас |

До двох чи більше рас належало 2,5 %. Частка іспаномовних становила 7,7 % від усіх жителів.
За віковим діапазоном населення розподілялося таким чином: 14,4 % — особи молодші 18 років, 62,2 % — особи у віці 18—64 років, 23,4 % — особи у віці 65 років та старші. Медіана віку мешканця становила 53,7 року. На 100 осіб жіночої статі у переписній місцевості припадало 94,0 чоловіків;  на 100 жінок у віці від 18 років та старших — 92,1 чоловіків також старших 18 років.
Середній дохід на одне домашнє господарство  становив 136 992 долари США (медіана — 79 102), а середній дохід на одну сім'ю — 185 887 доларів (медіана — 103 607). За межею бідності перебувало 1,1 % осіб, у тому числі 0,0 % дітей у віці до 18 років та 0,0 % осіб у віці 65 років та старших.
Цивільне працевлаштоване населення становило 668 осіб. Основні галузі зайнятості: освіта, охорона здоров'я та соціальна допомога — 23,4 %, виробництво — 11,4 %, мистецтво, розваги та відпочинок — 11,2 %.